# ピッチ・パーフェクト
『ピッチ・パーフェクト』（Pitch Perfect）は、2012年にアメリカ合衆国で製作されたミュージカルコメディ映画。続編は『ピッチ・パーフェクト2』『ピッチ・パーフェクト ラストステージ』。
原作はミッキー・ラプキン著のノンフィクション『Pitch Perfect: The Quest for Collegiate A Cappella Glory』。

## ストーリー
音楽プロデューサーになることを夢見るベッカは、父親が教授を務めるバーデン大学へ自身の意に反してしぶしぶ入学することとなった。大学内での活動に一切の興味を抱けない彼女の唯一の楽しみは、校内ラジオ局でのアルバイトだった。そこで彼女はジェシーという青年と知り合い、お互いに意識し合っていることを感じつつあるのだった。
だが、そんなある日、ベッカがシャワーを浴びながら鼻歌を歌っていると、それをたまたま聞いたクロエから大学の女性アカペラグループ「バーデン・ベラーズ」への参加を勧められる。流されるままにグループに加入したベッカだったが、そこで自らを「ファット（太っちょ）」と名乗るエイミーや奔放なステイシー、レズビアンのシンシアといった個性豊かな新入部員と知り合い、彼女たちと共に部長のオーブリーから厳しい指導を受けることで、いつしか本気でアカペラの全国大会を目指すようになる。しかし、その前にはジェシーが所属する同大学の男性アカペラグループ「トレブルメーカーズ」が立ちはだかるのだった。

## 登場人物
ベッカ
演 - アナ・ケンドリック
大学生。
オーブリー
演 - アンナ・キャンプ
大財閥のお嬢様。
クロエ
演 - ブリタニー・スノウ
オードリーの相棒。
ファット・エイミー
演 - レベル・ウィルソン
太っている女子。
ステイシー
演 - アレクシス・ナップ
セクシーな女性。
シンシア
演 - エスター・ディーン
ラップが得意。
リリー
演 - ハナ・メイ・リー
東洋人。いつも小声で話す。
ジェシー
演 - スカイラー・アスティン
ベンジーの親友。
ベンジー
演 - ベン・プラット
オタク。
バンパー・アレン
演 - アダム・ディヴァイン
アカペラグループのリーダー。
ジョン・スミス
演 - ジョン・マイケル・ヒギンズ
コメンテーター。
ゲイル
演 - エリザベス・バンクス
コメンテーター。
ミッチェル
演 - ジョン・ベンジャミン・ヒッキー
博士。
ルーク
演 - フレディ・ストローマ
ベッカから自作されたリミックス音源を渡される。
ドナルド
演 - ウトカーシュ・アンブドカー
「ザ・テラーズ」のメンバー。
キミー
演 - チョン・ジニ
ベッカのルームメイト。

## キャスト
| 役名               | 俳優                             | 日本語吹替1    | 日本語吹替2  |
| ------------------ | -------------------------------- | -------------- | ------------ |
| ベッカ             | アナ・ケンドリック               | 伊波杏樹       | 小林沙苗     |
| オーブリー         | アンナ・キャンプ                 | 内田彩         | 本名陽子     |
| クロエ             | ブリタニー・スノウ               | 野々山恵梨     | 嶋村侑       |
| ファット・エイミー | レベル・ウィルソン               | 平井まみ       | 品田美穂     |
| ステイシー         | アレクシス・ナップ               | 福乃愛         | 織部ゆかり   |
| シンシア           | エスター・ディーン               | 小林明日香     | 東内マリ子   |
| リリー             | ハナ・メイ・リー                 | 石井花奈       | 下山田綾華   |
| ジェシー           | スカイラー・アスティン           | 相樂真太郎     | 杉山大       |
| ベンジー           | ベン・プラット                   | 中村勘         | 高橋研二     |
| バンパー・アレン   | アダム・ディヴァイン             | 大塚智則       | 桜塚やっくん |
| ジョン・スミス     | ジョン・マイケル・ヒギンズ       | 西垣俊作       | 青山穣       |
| ゲイル             | エリザベス・バンクス             | 浅井晴美       | 魏涼子       |
| ミッチェル博士     | ジョン・ベンジャミン・ヒッキー   | 菊池康弘       | 長島真祐     |
| ルーク             | フレディ・ストローマ             | おおしたこうた | 手塚ヒロミチ |
| ドナルド           | ウトカーシュ・アンブドカー       | 長谷部忠       |              |
| キミー             | チョン・ジニ                     | 井澤美香子     |              |
| アリス             | ケサー・ドナヒュー               | 舞原ゆめ       |              |
| トミー             | クリストファー・ミンツ＝プラッセ | 入倉敬介       |              |
| ジャスティン       | ジェイコブ・ワイソッキー         | 佐々木祐介     |              |
|                    |                                  |                |              |
| 翻訳               | 種市譲二                         | 秋山ゆかり     | 桜井文       |

- 日本語吹替1 - 日本盤ソフト（パルコ/ハピネット版）収録
- 日本語吹替2 - 海外盤ソフト（ユニバーサル・ピクチャーズ版）収録、iTunes Storeで配信